# درويشيات
درويشيات مسلسل كوميدي كويتي كتبه يوسف المانع وأخرجه عيسى ذياب انتج وعرض عام 2020، من بطولة عبد الناصر درويش.

## القصة
في إطار تراثي كوميدي، تدور أحداث المسلسل الكوميدي درويشيات بشكل منفصل متصل حيث مجموعة من الأصدقاء الذين يلتقون مع بعضهم البعض، ويقع لهم العديد من المفارقات الاجتماعية الكوميدية، عندما يقوم صديقهم الكبير درويش بمجموعة من المغامرات.

## بطولة
- عبد الناصر درويش
- مبارك المانع
- سلطان الفرج
- عبد الله الرميان
- بشار الجزاف

بمشاركة نخبة من الضيوف
- ميس كمر
- أحمد الفرج
- خالد المظفر
- أحمد العونان
- حصة النبهان
- ياسة
- ايمان جمال
- أحمد شعيب
- سامي مهاوش
- يوسف الحشاش
- ضاري عبد الرضا